# Døden i skyerne
Døden i Skyerne (en.: Death in the Clouds), er en Agatha Christie krimi fra 1935, hvor Hercule Poirot, som har flyskræk, falder i søvn på en flyrejse. Mens han sover bliver en anden passager myrdet.

## Plot
Poirot burde som "øjenvidne" have et forspring i opklaringen af drabet; men der er mange ombordværende, der har et motiv til at dræbe Madame Giselle, som viser sig at være pengeafpresser. I passagerernes håndbagage er der mange indicier, der peger i forskellige retninger; men naturligvis finder Poirot det afgørende bevis. Løsningen omtales i Agatha Christies fortælleteknik.
Som en sideløbende handling har Christie en del ironiske bemærkninger om en kriminalforfatters overvejelser over sine helte og skurke.

## Anmeldelser
Bogen er meget underholdende, og de mistænkte er en broget skare, så anmelderne var generelt begejstrede. 

## Bearbejdning
Døden i skyerne indgår i den TV-serie om Poirot, hvor David Suchet spiller hovedrollen. Den blev vist første gang i England i februar 1992

## Danske Udgaver
"Døden i Luften" Hasselbalch; 1938.(Udgået fra forlaget)
- Carit Andersen (De trestjernede kriminalromaner), 1960
- Peter Asschenfeldts nye Forlag, 1999